# Hardcore Superstar
Hardcore Superstar – hardrockowa grupa muzyczna pochodząca ze Szwecji. Grupa została założona w 1997 roku i funkcjonuje do dziś. 

## Dyskografia

### Albumy
| 1997                           | It’s Only Rock’n’Roll - Data: 1997 - Wydawca: Gain Records                         | –  |
| 2000                           | Bad Sneakers and a Piña Colada - Data: 2000 - Wydawca: Music of Nations            | 7  |
| 2001                           | Thank You (For Letting Us Be Ourselves) - Data: 2001 - Wydawca: Music of Nations   | 21 |
| 2003                           | No Regrets - Data: 2003 - Wydawca: Music of Nations                                | 21 |
| 2005                           | Hardcore Superstar - Data: 3 maja 2005 - Wydawca: Gain Production, Abstract Sounds | 12 |
| 2007                           | Dreamin’ in a Casket - Data: 12 listopada 2007 - Wydawca: Gain Records             | 7  |
| 2009                           | Beg For It - Data: 3 czerwca 2009 - Wydawca: Nuclear Blast, Abstract Sounds        | 4  |
| 2010                           | Split Your Lip - Data: 26 listopada 2010 - Wydawca: Nuclear Blast, Abstract Sounds | 5  |
| 2013                           | C’mon Take on Me - Data: 27 lutego 2013 - Wydawca: Nuclear Blast-Gain Music        | 3  |
| 2015                           | HCSS - Data: 21 kwietnia 2015 - Wydawca: Gain Music                                | 5  |
| 2018                           | You can't kill my Rock 'N' Roll - Data: 18 września 2018 - Wydawca: GAIN           |    |
| "—" pozycja nie była notowana. |                                                                                    |    |

### Kompilacje
| 2009                           | We Don't Celebrate Sundays: The Best from 1997–2009 - Data: 17 listopada 2009 - Wydawca: Nuclear Blast | – |
| 2011                           | The Party Ain't Over 'Til We Say So - Data: 31 października 2011 - Wydawca: Nuclear Blast              | 5 |
| "—" pozycja nie była notowana. | |   |

### Single
| 1998                           | Hello/Goodbye              | –  |              |
| 1999                           | Someone Special            | 13 |              |
| 2000                           | Liberation                 | 22 |              |
| 2001                           | Staden Göteborg            | 25 |              |
| 2001                           | Shame                      | 38 |              |
| 2002                           | Mother's Love              | –  |              |
| 2003                           | Honey Tongue               | 5  |              |
| 2003                           | Still I'm Glad             | 13 |              |
| 2005                           | Wild Boys                  | 11 |              |
| 2005                           | We Don't Celebrate Sundays | –  |              |
| 2006                           | My Good Reputation         | –  |              |
| 2007                           | Bag On Your Head           | –  |              |
| 2007                           | Bastards                   | 4  | - SWE: złoto |
| 2007                           | Dreamin’ in a Casket       | –  |              |
| 2009                           | Beg for It                 | 5  |              |
| 2010                           | Moonshine/Guestlist        | –  | - SWE: złoto |
| 2010                           | Last call for alcohol      | –  |              |
| "—" pozycja nie była notowana. |                            |    |              |

### DVD
| Rok  | Tytuł                                                                   |
| ---- | ----------------------------------------------------------------------- |
| 2006 | Live at Sticky Fingers - Data: 15 września 2006 - Wydawca: Gain Records |
| 2007 | Sweden Rock 2007 - Data: 2007 - Wydawca: Gain Records                   |

## Nagrody i wyróżnienia
| Rok  | Kategoria             | Tytułem              | Nagroda | Nota      | Źródło |
| ---- | --------------------- | -------------------- | ------- | --------- | ------ |
| 2001 | Årets musikvideo      | "Liberation"         | Grammis | Nominacja | [ 6 ]  |
| 2006 | Årets hårdrock/metall | Secret Society       | Grammis | Nominacja | [ 7 ]  |
| 2008 | Årets hårdrock        | Dreamin’ in a Casket | Grammis | Nominacja | [ 8 ]  |
| 2010 | Årets hårdrock        | Beg for It           | Grammis | Nominacja | [ 9 ]  |